# Tethyidae
Tethyidae é uma família de esponjas marinhas da ordem Hadromerida. 

## Gêneros
- Anthotethya Sarà e Sarà, 2002
- Burtonitethya Sarà, 1994
- Columnitis Schmidt, 1870
- Halicometes Topsent, 1898
- Laxotethya Sarà e Sarà, 2002
- Nucleotethya Sarà e Bavestrello, 1996
- Oxytethya Sarà e Sarà, 2002
- Stellitethya Sarà, 1994
- Tectitethya Sarà, 1994
- Tethya Lamarck, 1815
- Tethyastra Sarà, 2002
- Tethycometes Sarà, 1994
- Tethytimea de Laubenfels, 1936
- Xenospongia Gray, 1858